# Miltogramma moczari
Miltogramma moczari är en tvåvingeart som beskrevs av Mihalyi 1979. Miltogramma moczari ingår i släktet Miltogramma och familjen köttflugor.
Artens utbredningsområde är Ungern. Inga underarter finns listade i Catalogue of Life.